# Carlo Carafa (biskup)
Carlo Carafa (Caraffa) st. (1584, Neapol – 7. dubna 1644, Aversa) byl biskup v jihoitalské Averse, papežský diplomat a spisovatel v první polovině 17. století.

## Život
Carafa se narodil roku 1584 v Neapoli, pocházel se slavné šlechtické rodiny, z níž byl i papež Pavel IV. Po získání doktorátu z obojího práva se stal referendářem obojí Signatury, roku 1616 byl jmenován biskupem v jihoitalské Averse. V této době svolal diecézní synod v Averse (1619) a roku 1625 vizitoval diecézi prostřednictvím svého generálního vikáře. Byl tehdy totiž mimo svou diecézi, neboť od roku 1621 působil jako papežský nuncius u císařského dvora, a to až do r. 1628. Jeho dlouhá nunciatura je nesmírně významná i pro rekatolizaci českých zemí. Poznatky ze svého působení shrnul v knize Germania Sacra restaurata, vydané poprvé r. 1630. Po skončení nunciatury se vrátil do Aversy, kde žil a působil až do své smrti roku 1644.

## Dílo
- Müller Joseph Godehard (ed.), Carlo Caraffa vescovo d’Aversa, Relatione dello stato dell’Imperio e della Germania fatta dopo il ritorno della sua nuntiatura appresso l’imperatore 1628, AÖG 23 (1860) 101-450.
- Caroli Carafa ... Commentaria de Germania sacra restaurata sub summis PP. Gregorio 15. & s.mo D.N. Vrbano 8. ..., Auersae: ex typogr. Aegidij Longhi, 1630.
- Caroli Carafa ... Commentaria de Germania sacra restaurata, sub summis PP. Gregorio 15. & S.D.N. Vrbano 8. ..., Coloniae Agrippinae: apud Cornelium ab Egmond, 1639.
- Caroli Carafa ... Commentaria de Germania sacra restaurata et ad annum 1641 continuata, sub pp. Gregorio 15. et Vrb. 8. regnantibus Ferdinando 2. et 3. imperatoribus decesserunt decreta priuileg. ex cancel. imper. emanentia, Francofurti, 1641
- Caroli Carafa episcopi Aversani Commentaria de Germania sacra restaurata, sub summis PP. Gregorio 15. Et sanctiss. D. N. Urbano 8. ..., 1, Viennae, typis Gregorii Kurtzbock 1748.
- Caroli Carafa episcopi Aversani Commentaria de Germania sacra restaurata, sub summis PP. Gregorio 15. Et sanctiss. D. N. Urbano 8. ..., 2, Viennae, typis Gregorii Kurtzbock 1749.